# Det går an (opera)
Det går an är en svensk opera med musik av Daniel Fjellström och libretto av Maria Sundqvist. Den framfördes på Läckö slott 9-30 juli 2016, samt på Kulturen i Lund 5-6 augusti 2016. Operan är baserad på Carl Jonas Love Almqvists roman Det går an.

## Roller
| Roller                                     | Röstomfång                | Sångare vid premiärföreställningen 9 juli 2016 |
| ------------------------------------------ | ------------------------- | ---------------------------------------------- |
| Sara Videbeck                              | Sopran                    | Frida Engström                                 |
| Sergeant Albert                            | Baryton                   | Carl Ackerfeldt                                |
| Kapten Karlsson                            | Baryton                   | Johan Wållberg                                 |
| Moster Ulla                                | Mezzosopran               | Monica Danielson                               |
| Skänkmamsell Maria                         | Mezzosopran               | Monica Danielson                               |
| Anette                                     | Mezzosopran               | Monica Danielson                               |
| Dalkulla Anna                              | Sopran                    | Johanna Wallroth                               |
| Dalkulla Frida                             | Sopran                    | Helena Magnusson                               |
| Dalkulla Vera                              | Mezzosopran               | Emma Sventelius                                |
| Skänkjungfru Josefina                      | Sopran                    | Lisa Carlioth                                  |
| Båtsman Kalle                              | Basbaryton                | Erik Rosenius                                  |
| Baron Mörck                                | Baryton                   | Karl Peter Eriksson Lindblad                   |
| Baron Stjärne                              | Tenor                     | Jonatan Lönnqvist                              |
| Baronessa Mörck                            | Sopran                    | Mette af Klint                                 |
| Baronessa Stjärne                          | Mezzosopran               | Jenny Hertzman                                 |
| Kyrkoherde Palm                            | Tenor                     | Fredrik af Klint                               |
| Däckjungfru Margit                         | Mezzosopran               | Agnes Duvander                                 |
| Värdshusvärd Lindholm                      | Tenor                     | Jonatan Lönnqvist                              |
| Drängen Hans                               | Baryton                   | Karl Peter Eriksson                            |
| Jungfru Linnea                             | Sopran                    | Mette af Klint                                 |
| Uppasserskan Sigrid (kallas Siggan)        | Mezzosopran               | Jenny Hertzman                                 |
| Charlotte, Elisabeth, Carl Henrik (Barn 1) | Sopran, Sopran, Gossopran | Alice Jonhäll, Magda Hedlund, Jacob Göransson  |
| Amanda, Fredrik (Barn 2)                   | Sopran, Gossopran         | Tess Gullbrandson, Lucas Hjortliger            |